# Frente Islámico de Salvación
El Frente Islámico de Salvación (FIS)fue un partido político argelino, de tendencia islamofascista, fundada el 20 de febrero de 1989 y declarada ilegal por las autoridades argelinas en marzo de 1992. 
Hoy en día el FIS no existe como algo estructurado. Sin embargo, fue durante algunos años la organización política islamista más importante del país. El FIS nace al calor de las protestas de Argel de 1988. Los estudiantes reclamaban fundamentalmente reformas económicas y políticas, en un país de tradicionalmente laico desde su independencia. La fundación oficial del FIS no se producirá hasta 1989.
El FIS ganó las elecciones municipales de 1990 obteniendo el apoyo de casi el 34% de los inscritos, el doble que el FLN. Consiguió controlar el gobierno de los ayuntamientos de 53 de las 54 principales ciudades argelinas de más de 100.000 habitantes.
En las elecciones legislativas de 1991 el FIS obtuvo en la primera vuelta un 47% de los votos válidos. Esto provocó un golpe de Estado militar que expulsó al presidente Chadli Benyedid. El Ejército trató de impedir en la segunda vuelta el triunfo electoral de los islamistas, declarando el estado de excepción y anulando el proceso electoral. Se acordó la disolución del FIS y el encarcelamiento de sus dirigentes Abassi Madani y Ali Belhadj, lo que intensificó los ataques a los militares y el Gobierno argelino a través de su brazo armado, el Ejército Islámico de Salvación. El 13 de enero de 1995 el FIS ilegalizado, dirigido por Abdelkader Hachani, junto con otras pequeñas formaciones argelinas opuestas al gobierno, firmaron un acuerdo por el que se creaba una única organización opositora, la Plataforma de Roma. Tras el alto el fuego de 1997 y el acuerdo de paz de 1999, el FIS renunció a lucha armada.

## Historia del Frente Islámico de Salvación (FIS)

### Islamismo en Argelia y orígenes del FIS
El islamismo en Argelia durante los años del Frente de Liberación Nacional (FLN) como partido único estaba prohibido como ideología expresada fuera del partido del Gobierno. Su influencia se restringía a los ámbitos culturales y universitarios. 
El islamismo del FIS tiene su origen en la ideología de los Hermanos Musulmanes, creados en 1928 en Egipto, y en la Asociación de los Ulemas Musulmanes, fundada en Constantina tres años después, en 1931. Estas organizaciones recelaban del nacionalismo laico y hasta 1956 no se unieron a la lucha contra Francia, liderada por el FLN, durante la guerra de independencia. 
Aunque la insurrección contra Francia de 1954 se proclamó en términos religiosos (“en nombre de Alá”), durante el mandato de Ben Bella se marginó a la corriente islamista del FLN, dirigiendo la política internacional del país hacia la órbita soviética. En 1963, un grupo de religiosos del FLN fundaron la asociación Al Qiyam al islamiyya (“los valores islámicos”) con el objetivo de defender el establecimiento de un Estado Islámico como desenlace necesario de la guerra de independencia. Con la transición en 1965 y el ascenso al poder de Bumedien, se permitió a los islamistas acceder a los ámbitos culturales y universitarios. Esto les permitió crear un círculo intelectual importante, integrado por numerosos Hermanos Musulmanes, y emprender un proyecto de arabización e islamización del sistema escolar frente a la influencia francesa. Más tarde saldría de estos círculos intelectuales el número dos del Frente Islámico de Salvación, el profesor Ali Benhadj. 

### Divisiones del islamismo en Argelia antes de la fundación del FIS
El islamismo argelino tuvo dos grandes tendencias en la segunda mitad del siglo XX, que se manifestaron desde antes de la fundación del FIS y que persistieron durante sus años de historia. Por una parte, un grupo extremista que siguió la corriente del maquis y que era partidario de la lucha armada, y por otra parte un grupo reformista, que pretendía influir en las decisiones del Gobierno y del FLN. 
Los radicales estaban liderados por Mustafá Buyali, antiguo combatiente de la guerra de independencia, que calificaba al régimen liderado por el FLN de impío y pedía la instauración de un Estado Islámico y la aplicación de la shari’a. Sus seguidores eran lectores habituales de Sayyid Qutb, y entre ellos varios formaron parte después de las filas del FIS. En 1982 Buyali pasó a la clandestinidad y fundó más tarde el Movimiento Islámico Armado Argelino (MIA). Permanecieron en el maquis durante cinco años, hasta la muerte de Buyali en 1987. A partir de 1992, y durante la guerra de los años 90, el movimiento armado de estos radicales se convirtió en un nexo importante entre las formas de lucha de las dos guerras de Argelia. 
Mientras tanto, otro grupo que no necesariamente recurría a la violencia se manifestaba contra el régimen durante los años 80, antes del estallido de las revueltas de octubre de 1988. Tras la muerte de un estudiante en unas protestas en la Universidad de Argel en 1982, los islamistas convocaron una huelga para protestar por la monopolización de los puestos de trabajo por parte de los estudiantes afrancesados. Un profesor de la facultad, el islamista Abbasi Madani, antiguo miembro descontento del FLN, presentó un manifiesto de 14 puntos en los que pedía la aplicación de la shari’a, la eliminación de elementos contrarios a la religión y la supresión de la enseñanza mixta. La represión contra esta oposición no armada fue importante y Madani fue encarcelado durante dos años, al igual que otros muchos opositores. 

### La respuesta del Gobierno al islamismo (1982-1988)
Para parar la influencia del islamismo, el FLN intentó introducir elementos de la ideología islamista en su propio programa de Gobierno. En 1984 se votó un nuevo Código de Familia más restrictivo que eliminaba derechos para las mujeres, comenzó una política de construcción de mezquitas financiada por el Estado y se inauguró en Constantina la Universidad Islámica emir Abd el Kader, con el objetivo de controlar la formación de ulemas y frenar los rezos oficiados por predicadores independientes. Sin embargo, estos nuevos ulemas formados en el canon gubernamental no contaban con el prestigio de la población y de los islamistas, y el FLN no consiguió reconducir el islamismo dentro del sistema. Las cofradías antiguas donde se formaban los religiosos argelinos habían sido desmanteladas con la independencia, y el Gobierno tuvo que trasladar a Argelia a miembros de los Hermanos Musulmanes para formar a esos nuevos ulemas. Además, los militantes islamistas del FLN terminaron simpatizando con el FIS o uniéndose a sus filas a comienzos de los años 90. 

### La revuelta de Argel (1988) y la fundación del FIS (1989)
En octubre de 1988 se produjeron en Argelia las revueltas más graves desde la independencia de 1962. En un contexto de crisis económica y de frustración de las clases bajas en sus aspiraciones de ascenso social, los jóvenes y los hijos de los fellahs (campesinos) se levantaron contra el Gobierno. Durante las etapas de los presidentes Ben Bella (1962-1965) y Bumedien (1965-1978), el estado argelino dependía de las exportaciones del petróleo, con las que compraba la paz social bajo una apariencia de democracia socialista controlada por el FLN como partido único.
Con el giro del mercado petrolero a partir de 1986, las dificultades para el Gobierno del FLN fueron en aumento. A las complicaciones económicas se le sumó el traslado de la población del campo a la ciudad, que cambiaba la estructura laboral del país, y el acceso de las clases medias y bajas a la educación universitaria. Las élites arabófonas se blindaron frente al ascenso de estas nuevas generaciones universitarias a los puestos de poder y el factor amazig de las kabilias tampoco tenía cabida en el establishment.
En este contexto sociopolítico, las protestas de octubre de 1988 las protagonizó una nueva clase urbana pobre (los llamados “hitistas”), que atacó los símbolos de las élites y los servicios públicos, los transportes y los centros comerciales. No consiguió traducirse en un movimiento estructurado, ni quienes se manifestaban decidieron formar un partido político. Tampoco la izquierda argelina de aquel momento supo capitalizar el descontento. Fue el movimiento islamista el que encontró en estas revueltas la oportunidad para sumar apoyos.
Ante la violencia de las protestas, el movimiento islamista creó un gabinete de crisis entre sus filas. El jeque Shanun, antiguo miembro de la Asociación de Ulemas, que contaba entonces 81 años y lideraba la oposición islamista al régimen, hizo el 6 de octubre un llamamiento a la calma general que no tuvo ningún éxito. El presidente Chadli Bendjedid declaró el estado de sitio ese mismo día, permitiendo al Ejército la intervención armada en las protestas. El 10 de octubre, la manifestación convocada por Ali Benhadj desde la mezquita Kabul terminó con varias decenas de muertos tras una estampida provocada por un disparo. Benhadj se erigió entonces en portavoz de esa clase urbana pobre que protagonizaba las protestas, a través de un llamamiento que utilizaba el lenguaje del islamismo. Este pronunciamiento se capitalizó unos meses más tarde, en febrero-marzo de 1989, en la fundación oficial del Frente Islámico de Salvación como partido político. El 10 de marzo de 1989 fue proclamada la creación del partido en la mezquita Ben Badis de Argel. Sus 15 fundadores representaban a las diferentes tendencias, pero excluían a algunos líderes como el propio jeque Shanun o el líder de los “jazaristas”, Mohamed Said. El FLN intentó utilizar a esas figuras excluidas para evitar el avance del FIS, pero la fuerza electoral y de movilización en las calles superó la resistencia oficialista del partido del Gobierno, que sobrevivía en medio de su crisis interna gracias a su estructura fuerte.

### Legalización y victoria en las elecciones municipales (1990)
El FIS se convirtió en una organización política legal en septiembre de 1989, y demostró inmediatamente su fuerza en las movilizaciones en la calle. También consiguió sendas victorias en las primeras elecciones libres de la Argelia independiente, en 1990 y 1991. Desde su fundación, el FIS mostró una bicefalia: por una parte Ali Benhadj, el líder radical partidario de la lucha armada, profesor y excompañero de Mustafá Buyali, que movilizaba a los jóvenes hitistas, y por otra parte Abbasi Madani, exmiembro del FLN y antiguo universitario, que convencía a la burguesía religiosa y a los comerciantes. Sin embargo, el FIS no logró unir a estos dos sectores sociales durante mucho tiempo (sí lo consiguió Jomeini en Irán), y con el estallido de la guerra el partido se dividió en dos facciones antagonistas, el GIA (Grupo Islámico Armado) y el AIS (Ejército Islámico de Salvación), que representaban a esos dos colectivos.  
Desde el inicio de su existencia y durante la primera mitad de 1990, el FIS demostró fuerza en la calle, con numerosas manifestaciones y presiones que obligaron al Gobierno a convocar elecciones locales el 12 de junio de ese mismo año. El FIS consiguió el control político de los principales municipios a través de cargos que ocupaban en gran parte los intelectuales fundadores, pero también miembros de las clases medias (comerciantes y pequeños empresarios), que hasta entonces no habían accedido a esos puestos de poder. El FIS llevaba a cabo una actividad caritativa en los municipios que controlaba, estableciendo un presupuesto para las clases más pobres. Esta política movilizaba a la juventud urbana pobre. Además, se erigieron en defensores de la moral islámica frente a la corrupción del FLN, se restringieron las vestimentas y los derechos de las mujeres y los gobernantes locales del FIS emprendieron una batalla contra la influencia francesa en la administración, a través del control de estos pequeños municipios. Estas medidas provocaron la denuncia de las clases medias europeizadas y calmaron a los hitistas arabófonos, que estaban en desventaja frente a quienes hablaban francés cuando querían encontrar un empleo.

### Elecciones legislativas de 1991 y el golpe de Benyedid
En la primera vuelta de las elecciones legislativas de diciembre de 1991, el FIS perdió un millón de votos, y a pesar de ello obtuvo el 47% de los sufragios. Las clases medias urbanas comenzaban a temer el ascenso de los islamistas al poder, tras su imposición de la moral islámica y el ataque directo a todo lo que tenía que ver con Francia, incluidos algunos canales de televisión muy populares entre esas clases medias.

Resultados de las elecciones de 1991 por provincias.
Mayoría del FIS
50% FIS
FIS menos de 50%
No decidido en la primera ronda
Sin datos disponibles
El FIS consiguió la victoria en las zonas más habitadas del país.

En las elecciones legislativas de 1991 el FIS se enfrentaba a otros partidos islamistas, entre ellos el Nahda de Abdallah Jaballah y el Hamás de Mahfudh Nahnah, que le quitaron muchos votos de esa clase media urbana escéptica ante la situación de inestabilidad política. 
Sin embargo, durante los meses que siguieron a la victoria del FIS en las elecciones de 1990, la sensación de pérdida de control del poder del Gobierno del FLN en detrimento de los islamistas era importante, hasta llegar a una suerte de doble administración o bicefalia política en el país. 
Con el estallido de la guerra del Golfo unos meses antes, en enero de 1991, el FIS había salido a la calle pidiendo apoyo para Bagdad. En una manifestación frente al ministerio de Defensa, Ali Benhadj reclamó el reclutamiento de un Ejército de voluntarios que marchara a Irak para apoyar a las tropas de Sadam Hussein. Esta petición demostró la debilidad de los islamistas del FIS, que estaban divididos entre el propio Benhadj, partidario de Sadam Hussein, y Madani, que teniendo en cuenta el apoyo financiero al FIS de las monarquías del Golfo, se mantenía en posiciones pro-saudíes y contrarias a Irak. Además, el Ejército argelino, que seguía apoyando mayoritariamente el gobierno del FLN, vio este llamamiento a apoyar a Irak como una intrusión en sus competencias. 
Con la pugna entre el FLN y los islamistas, y en medio de las protestas, el Gobierno declaró el 3 de junio de 1991 el estado de sitio, y detuvo el día 30 de ese mismo mes a los dos líderes islamistas, Benhadj y Madani. Nombró un nuevo primer ministro, Said Ahmed Ghozali, que aplazó las elecciones hasta diciembre. Los líderes que sucedieron a Benhadj y Madani no tuvieron la suficiente fuerza como para parar la división dentro de la militancia del FIS, desconcertada después del doble discurso respecto a la guerra del Golfo. Un grupo de partidarios de la lucha armada, seguidores de Buyali, se unió al maquis y perpetró un atentado en un puesto fronterizo, que fue punto de partida de la yihad argelina en los años 90. Criticaban la vía política de Madani, y tras esta escisión, los tecnócratas jazaristas intentaron hacerse con el control del partido. En julio, el ingeniero Abdelkader Hachani consiguió hacerse con el poder del FIS, y también pasó por la cárcel en los meses siguientes.
Ante los buenos resultados del FIS en la primera vuelta de las legislativas de diciembre de 1991, y a pesar de la pérdida de votos, el proyecto del presidente Chadli Benyedid de integrar a los islamistas en una coalición de Gobierno controlada dejó de tener sentido. El FIS prácticamente se aseguraba la victoria en la segunda vuelta. El Ejército obligó a dimitir a Benyedid el 11 de enero de 1992, interrumpió las elecciones dos días más tarde y disolvió el FIS el 4 de marzo, mientras desmantelaba el aparato del partido. Sus militantes y cargos políticos fueron internados en campos de concentración en el Sahara, y las mezquitas se sometieron a un mayor control.

### Disolución del FIS, represión y lucha armada (1992-2002)
Tras la suspensión de las elecciones, el conflicto entre el régimen y los islamistas se prolongó durante toda la década de los años 90 en Argelia. El FIS no sobrevivió como partido de masas después de su disolución, con la mayoría de sus líderes locales encarcelados. Los notables militantes del antiguo FIS se convirtieron en blanco de los grupos de clases medias y bajas partidarios de la yihad. La guerra acentuó la descomposición de un partido político que no había conseguido aglutinar durante mucho tiempo el apoyo de las clases medias seculares, además del de los hitistas y la burguesía religiosa. 

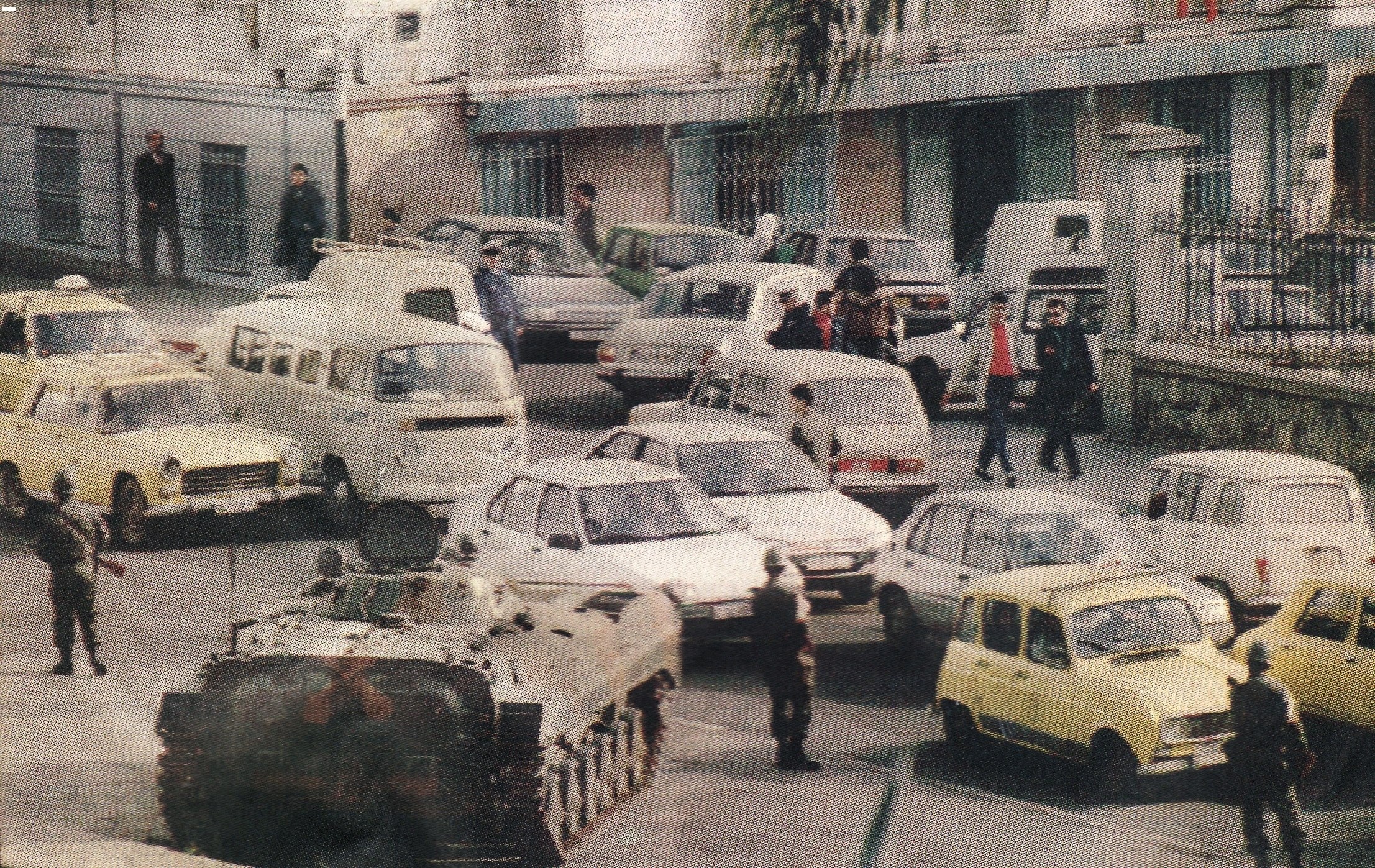
Militares desplegados en las calles de Argel tras la interrupción de las elecciones legislativas de 1991

La segunda guerra de Argelia (1992-2002), también conocida como "años de plomo" o guerra civil argelina, de una violencia enorme, terminó con más de 100.000 muertos. La fragmentación del FIS llevó consigo un enfrentamiento cada vez mayor entre la burguesía y la juventud urbana de clase baja, que fue el primer sector social movilizado por los islamistas. La burguesía, favorable a los antiguos líderes del FIS, se inclinó por el brazo armado del partido, el Ejército Islámico de Salvación (AIS), y la juventud urbana pobre se decantó durante los primeros años de la guerra por un conjunto de grupos armados que después formarían el Grupo Islámico Armado (GIA). Este grupo aglutinó a los antiguos miembros del grupo armado dirigido por Buyali en los años 80, a algunos hitistas que estaban en el maquis y a algunos yihadistas llamados “afganos”, que habían regresado a Argelia. El GIA monopolizó la lucha armada durante la guerra frente a los grupos fieles al FIS, y exportó la yihad a Europa. Algunos franceses fueron asesinados en Argelia, y el GIA secuestró un avión de Air France en el aeropuerto de Argel en diciembre de 1994, además de emprender una campaña de atentados en el verano y el otoño de 1995. Durante los años 1994 y 1995 la violencia era tal que el Estado y el Gobierno eran incapaces de controlarla. A partir de 1993 fueron asesinados numerosos profesores, universitarios, escritores, periodistas, médicos, etc. No eran necesariamente afines al régimen argelino, pero para los jóvenes de clases bajas esas personas encarnaban el modelo de intelectual afrancesado que era necesario eliminar. La exportación del terrorismo a Francia también derivó en oposición entre el GIA, partidario de la violencia, y el FIS, que desarrollaba una estrategia de pacto con el régimen. 
El terrorismo derivó en matanzas en los extrarradios de Argel en 1997. En estos años, hacia el final de la guerra, la lucha armada islamista perdió la mayor parte del apoyo popular y su fracaso supuso también el fracaso y la frustración de las clases medias y bajas, incapaces de acceder a la política como lo había hecho el FIS a finales de los años 80 y principios de los años 90. Los grupúsculos armados como el GIA ya no constituían, a finales de la década de los 90, sujetos políticos relevantes. Esa falta de apoyos y la división del FIS permitió al Estado argelino controlar finalmente el islamismo y la situación política, y absorber a las clases medias religiosas y a la burguesía que estaban dispuestas a pactar la paz a cambio de no perder su estatus económico y de poner en marcha reformas económicas de corte liberal. Sin embargo, a pesar de la disolución del GIA en septiembre de 1997, y a pesar de la liberación de Abbasi Madani en julio de ese mismo año, la violencia y las matanzas continuaron durante el año siguiente con los grupúsculos que surgieron de esta disolución. Abdelkader Hachani, el líder del FIS que encabezaba las negociaciones con el régimen, fue asesinado el 22 de noviembre de 1999. El país fue recobrando progresivamente la estabilidad con el cambio de siglo, a pesar de la represión gubernamental y la continuación de la violencia después de 1999, si bien hoy en día continúan produciéndose pequeños conflictos de baja intensidad en algunas zonas y resulta difícil poner una fecha de final a la guerra civil argelina.